# ZhuZhu Pets – Zhu-küldetés
A ZhuZhu Pets – Zhu-küldetés (eredeti cím: Quest for Zhu) 2011-ben megjelent egész estés amerikai–kanadai 3D-s számítógépes animációs film, amelyet Bob Douchette rendezett. A forgatókönyvet Sean Derek írta, a zenéjét Michael Tavera szerezte. Ez az első teljes estés film a Zhu Zhu Pets játékok alapján. Amerikában 2011. szeptember 27-én, Magyarországon 2011. november 16-án adták ki DVD-n.

## Cselekmény
A történet négy hörcsögről szól, akik azt szeretnék, hogy eljuthassanak a Zhu palotájába,hogy minden álmuk valóra váljon. Pöttöm gazdájától elszökve megismerkedik Kajakkal, Nyam-Nyammal és Mr. Flaszterral. Valószínűtlenül izgalmas útjuk végén megérkeznek a Zhu palotába, de kalandok sora még csak most kezdődik el. Mazhula, a gonosz hüllőszerű lény megakadályozza őket az álmaik megvalósításában. Apró Zhu-hőseink azonban legyőzik. Pöttöm pedig rájön, hogy már rég megvolt mindene. Egyetlen, amit valóban szeretne az, hogy megtalálja a hazavezető utat.

## Szereplők
| Szereplő    | Eredeti hang      | Magyar hang       | Leírás                                                                                           |
| ----------- | ----------------- | ----------------- | ------------------------------------------------------------------------------------------------ |
| Pöttöm      | Shannon Chan-Kent | Molnár Ilona      | Az aranysárga hörcsög lány, aki a kalandja során cipeli egy pár cipőjét, és a hátán egy csillag. |
| Mr. Flaster | Ian James Corlett | Kerekes József    | A narancssárga hörcsög, aki gördeszkázik, és a hátán egy firka.                                  |
| Bűzös       | Ian James Corlett | Szatmári Attila   | Az aljas borz-szerű hörcsög, Mazhula küldötte.                                                   |
| Zhusquashya | Ian James Corlett | (saját hangján)   | A hatalmas jeti-szerű hörcsög                                                                    |
| Kajak       | Sean Campbell     | Görög László      | A fehér hörcsög, aki szeret szörfözni, és a hátán egy nap.                                       |
| Nyam-Nyam   | Erin Matthews     | Sipos Eszter Anna | A szürke hörcsög lány, három virágot hord a fején, hátizsákot cipel, és a hátán egy szív.        |
| Szörfös fiú | Erin Matthews     | Császár András    | A fiú, Kajak volt gazdája.                                                                       |
| Mazhula     | Kathleen Barr     | Makay Andrea      | A gonosz sárkánykígyó boszorkány.                                                                |
| Zhu Fu      | Jan Rabson        | Vass Gábor        | A hatalmas Zhu hörcsög mester, a nagy varázsló, aki minden kívánságot teljesíti.                 |
| Mangawanga  | Jan Rabson        | Stern Dániel      | Az őserdei hörcsög.                                                                              |
| Katie       | Mariah Wilkerson  | Czető Zsanett     | A szőke kislány, Pöttöm gazdája                                                                  |
| Jilly       | Jillian Michaels  | Törtei Tünde      | A rózsaszín hörcsög lány, aki bemutatja Pöttömnek azt a hely a Zhu birodalmát.                   |

További magyar hangok: Bárány Virág, Renácz Zoltán